# 庚酸脱氢表雄酮
庚酸脱氢表雄酮（或，缩写DHEA-E，商品名有Gynodian Depot等）是一种有机化合物，化学式C
26H
40O
3，为脱氢表雄酮的庚酸酯，属于雄激素酯药物。